# August von Wolff
August Ferdinand von Wolff (* 17. Mai 1788 in Berlin; † 6. März 1851 in Frankfurt (Oder)) war ein preußischer Generalmajor.

## Leben

### Herkunft
Die Familie war seit dem 20. Oktober 1786 in Preußen nobilitiert. August war ein Sohn des Geheimen Kammerrates und Herrn auf Haselberg Paul von Wolff (1744–1805) und dessen Ehefrau Marie Katharina, geborene Schmitz (1759–1840). Sein Bruder Karl Wilhelm (1785–1873) wurde preußischer Generalleutnant. Der brandenburgische Landrat Leopold Karbe auf Sieversdorf wurde sein Schwager.

### Militärkarriere
Wolff besuchte ein Jahr die Ritterakademie Brandenburg und trat im Jahr 1803 als Estandartenjunker in das Kürassierregiment „von Schleinitz“ der Preußischen Armee ein. Bis Mitte Oktober 1805 avancierte er zum Sekondeleutnant, nahm während des Vierten Koalitionskrieges an der Schlacht bei Jena teil und wurde nach der Niederlage inaktiv gestellt. 
Ende Oktober 1812 zunächst als Kreisoffizier bei der Gendarmerie angestellt, wurde Wolff Mitte Dezember 1812 dem Brandenburgischen Kürassier-Regiment aggregiert. Am 18. März 1813 stieg er zum Premierleutnant auf. Während der Befreiungskriege kämpfte Wolff bei Großgörschen, wurde bei Bautzen verwundet und nahm an den Schlachten bei Dresden und Kulm teil. Für Leipzig erhielt Wolff eine Belobigung und für Laon das Eiserne Kreuz II. Klasse. Er kämpfte außerdem bei Paris, der Blockade bei Thionville, sowie den Gefechten bei Haynau, Reims und Lizy, wo er mit dem Orden des Heiligen Wladimir IV. Klasse ausgezeichnet wurde. Am 11. April 1814 wurde er dann zum Stabsrittmeister befördert. 1815 erwarb er sich bei Waterloo das Eiserne Kreuz I. Klasse und wurde am 29. März 1815 in das 2. Schlesische Husaren-Regiment versetzt. Wolff avancierte am 8. Juni 1815 zum Rittmeister und Eskadronchef.
Am 30. März 1830 wurde er Major und dem 7. Husaren-Regiment aggregiert, am 30. März 1834 einrangiert. Am 30. März 1838 beauftragte man ihn mit der Führung  dieses Verbandes und ernannte ihn am 24. Januar 1839 zum Regimentskommandeur. In dieser Stellung stieg er bis 7. April 1842 zum Oberst auf, bevor Wolff am 22. März 1845 zum Kommandeur der 15. Kavallerie-Brigade und am 12. Juli 1845 dem 7. Husaren-Regiment aggregiert wurde. Er erhielt im Jahr 1847 den Roten Adlerorden II. Klasse mit Eichenlaub und wurde am 27. April 1848 unter Verleihung des Charakters als Generalmajor mit Pension zur Disposition gesellt. Am 15. Januar 1850 bekam er seinen Abschied mit Pension und im Jahr darauf starb Wolff am 6. März 1851 in Frankfurt (Oder).
Der Kommandierende General von Thile schrieb 1847 in seiner Beurteilung: „Er ist mit dem Detail des Kavalleriedienstes ganz vertraut, zeigt einen lobenswerten Eifer für den Dienst und überwacht die Ausbildung der ihm untergebenen Regimenter mit Sorgfalt. In der taktischen Führung der Brigade wäre ihm mehr Lebendigkeit zu wünschen, doch hat er darin an Sicherheit gewonnen. Wenn ich nicht unbemerkt lassen darf, daß ihm der Ruf eines tapferen Soldaten zur Seite steht, der mit Auszeichnung im Kriege gedient hat, so muß ich doch hinzufügen, daß ich ihn für einen höheren Wirkungskreis als seinen gegenwärtigen nicht geeignet halte.“

### Familie
Wolff heiratete am 18. Februar 1822 in Grottkau Karoline Henriette Juliane Eleonore von Roeder (1790–1857), eine Tochter des Generalmajors Heinrich von Roeder. Die Ehe blieb kinderlos. Karoline wurde am 20. Januar 1857 auf dem Stadtfriedhof beigesetzt. 